# 키세루
키세루(キセル, Kicell)는 일본의 포크 록 밴드이다.

## 활동
1998년, 형제인 츠지무라 타케후미와 토모하루에 의해, 토모하루의 대학입시 실패 속에서 츠지무라 가의 가족들의 응원을 받으며 결성했다. 2001년 빅터 산하「SPEEDSTAR RECORDS」로 메이져 데뷔했고 2006년 12월 1일, 인디레이블 카쿠바리즈무로 이적. 현재(2019)까지 카쿠바리즈무를 통해 활동하고 있다. 
타케후미는 쿠루리와 리쓰메이칸 대학 동급생으로, 함께 음악 동호회인 록 커뮤니티에 소속되어 있었다. 오오무라 탓신 가입 전에 쿠루리의 서포트 멤버를 지낸 적이 있다. 

## 구성원
- 츠지무라 타케후미(辻村 豪文, 1976년 2월 12일 ~ ） 교토부 우지시 출신. 혈액형: A형
  - 1996년부터 2001년까지는 쿠루리, 이후 사이토카즈요시의 서포트 멤버로도 활동.
- 츠지무라 토모하루(辻村 友晴, 1980년 6월 29일 ~ ）교토부 우지시 출신. 혈액형: O형

## 음반 목록

### 앨범
1. 니지무 타이요(물드는 태양, ニジムタイヨウ)（2000년 9월 30일）자체 앨범
2. 유메(꿈/夢)（2001년 6월20일）
3. 킨미라이(가까운 미래/近未来)2002년 10월23일）※초판은 자켓에 표기 오류. 근래미('미래'한자 배치가 거꾸로.「近来未」)라고 표기되어 있다.
4. 소라니 치큐(窓に地球（2004년 2월 18일）
5. 타와- (타워/タワー)（2005년 3월 2일）베스트 앨범. 메이와덴키 무라카미 다카시 YUKI 호소노 하루오미 사노 시로 등과 협연
6. 타비(여행/旅)（2005년 5월 21일）
7. magic hour（2008년 1월 23일）
8. 나기(잔잔함/凪) (2010년 6月2일)
9. SUKIMA MUSICS（2011년 6월1일）Rare Track 모음집. 3CD.
10. 아카루이 마보로시(밝은 환상/明るい幻)（2014년 12월3일）

### 싱글
1. 호로호로 (ホロホロ)（2001년 2월 24일）자체 싱글
2. 피크닉 (ピクニック)（2001년 9월 19일）
3. 유키노 후루 코로 (눈이 내릴 즈음/雪の降る頃)（2002년 1월 23일）
4. 나기사노 쿠니 (해안가의 나라/渚の国)（2002년 7월 24일 TBS계열 음악 프로그램『COUNT DOWN TV』엔딩 주제곡）
5. 긴얀마 (왕잠자리/ギンヤンマ)（2002년 9월 19일）
6. 사바쿠니 사이타 하나 (사막에 핀 꽃/砂漠に咲いた花)（2003년 5월 21일）작사에 ex) JUDY AND MARY의 YUKI
7. 하코부네 (방주/方舟)（2003년 12월 17일）
8. 키미토 타비(너와 여행/君と旅)（2004년12월 16일）
9. 나츠가 쿠루(여름이 온다/夏が来る)（2005년 5월 21일）

### DVD
스키마 뮤직 번외편 (すきまミュージック 番外編)（2006년 2월 24일）

### 참여 옴니버스
1. 광합성 (2001년 8월 12일）- 10. 나츠야스미(여름방학/ナツヤスミ)
2. 킷사 록꾸 now (다방 록 now/喫茶ロック now)（2002년 1월 23일）- 13. 하나레 바나레(멀고 멀리/ハナレバナレ)
3. Space Shower 열전~연회(スペースシャワー列伝〜宴)（2002년 4월 24일）- 5. 사이렌(サイレン)
4. HAPPY END PARADE〜tribute to 핫피엔도(はっぴいえんど)〜（2002년 5월 22일）- DISK2. 08. 싱싱싱(しんしんしん) / 키세루(キセル) meets Harry（호소노 하루오미/細野晴臣）
5. THE UKULELE BEATLES 우쿠레레・비틀즈 〜4현은 아이돌〜（2003년 6월 11일）- 15. SUN KING
6. 도레미데 우따오 (도레미로 노래하자ドレミでうたおう reaching series no.1（2004년 10월 16일）- 4. 도레미와쨩 (ドレミワちゃん)
7. 미야코 음악(みやこ音楽)（2006년 11월 22일）- 7. 하나레 바나레(멀고 멀리/ハナレバナレ)
8. 쿠루리 트리뷰트(くるり鶏びゅ〜と)（2009년 10월 21일）-15.Old-fashioned

### 악곡 제공
1. 사바쿠니 사이타 하나 (사막에 핀 꽃/「砂漠に咲いた花」) YUKI
2. 쿠치나시노 오카 (치자나무의 언덕/くちなしの丘」) 하라다 토모요

## 해외 활동
2006년 태국의 Luxi Records에서 발매된 컴필레이션 CD「Luxi Magic」에 euphoria、Chocolat & Akito、Cafa 등과 함께 참가했다. 또한 태국 아티스트 POD MODERNDOG과의 콜라보레이션 작품 「RAK-PAN-DIN-THAI」을 2007년 동 Luxi Records에서 발매했다. 